# Dyschiriognatha lobata
Dyschiriognatha lobata är en spindelart som beskrevs av Jehan Vellard 1926. Dyschiriognatha lobata ingår i släktet Dyschiriognatha och familjen käkspindlar. Inga underarter finns listade i Catalogue of Life.